# Meriones vinogradovi
Meriones vinogradovi је врста глодара из породице мишева и потпородице гербила (лат. Gerbillinae). 

## Распрострањење
Врста има станиште у Азербејџану, Ирану, Јерменији, Сирији и Турској.

## Станиште
Врста Meriones vinogradovi има станиште на копну.

## Угроженост
Ова врста није угрожена, и наведена је као последња брига јер има широко распрострањење.

### Популациони тренд
Популациони тренд је за ову врсту непознат.